# 야마조에촌
야마조에촌(일본어: 山添村)은 일본 나라현 북남부 야마베군의 촌이다.

## 지리
나라현 북동부, 미에현과의 현 경계에 위치한 고원 마을이다. 여름은 냉량하고 겨울은 매우 춥다. 자연 정서가 풍부한 현 지정 명승지 진노산은 사계절마다 아름다운 모습을 보인다. 북동부를 나바리강이 흐른다.
메이한 국도가 가로지르고 노선버스로 덴리시나 미에현 이가시(옛 우에노시)와 연결된다.

## 역사
- 1889년 4월 1일 - 정촌제 시행과 함께 소에카미군 히가시야마촌과 야마베군 하타노촌, 도요하라촌이 성립하였다.
- 1956년 9월 30일 - 소에카미군 히가시야마촌과 야마베군 하타노촌, 도요하라촌이 합병해 성립하였다.

## 교통

### 도로
- 국도 25호선